# Sobrenatural
Sobrenatural o supernatural (del latín: supernaturāle) es utilizado para referirse a aquellos fenómenos que supuestamente exceden o están más allá de lo que se entiende como natural o que se cree existe fuera de las leyes de la naturaleza. La ciencia limita sus explicaciones a los fenómenos naturales, un proceso conocido como naturalismo metodológico, y no considera válidas las explicaciones sobrenaturales, ya que no pueden ser investigadas empíricamente. Aun así, existen extraños casos en los que conocidos científicos no creyentes han investigado fenómenos sobrenaturales con mayor profundidad y dedicación, convenciéndose de estos a medida que profundizan, pero sin el respaldo de la comunidad científica.[cita requerida]
Los temas sobrenaturales son a menudo asociadas con la idea de lo paranormal y lo misterioso. En las sociedades seculares, los milagros suelen ser percibidos como afirmaciones sobrenaturales, al igual que los hechizos y maldiciones, la adivinación, y el más allá; es el caso de los conocidos Milagros Eucarísticos, los cuales a través de análisis científicos no pueden ser explicados del todo, por lo cual siguen popularizandose como afirmaciones celestiales.
Características de los fenómenos propuestos como sobrenaturales son la anomalía, la singularidad, la falta de control y la no repetibilidad. Por lo tanto, las condiciones en que tales fenómenos se cree que se manifiestan normalmente no pueden ser reproducibles para examen científico.[cita requerida]
Como sobrenatural se tiende a definir fenómenos que parecen o se suponen reales, pero que no se pueden explicar científicamente, por su propia naturaleza. Al utilizar el término sobrenatural, comúnmente va asociada a la frase "fenómenos sobrenaturales".
Los adherentes a las creencias sobrenaturales sostienen que estos hechos existen tanto como los hechos del mundo natural. Los opositores argumentan que hay explicaciones naturales y científicas para lo que a menudo se percibe como sobrenatural.

## Diferencia entre fenómenos sobrenaturales y paranormales
Aunque los llamados fenómenos paranormales suelen ser considerados como una subcategoría de los fenómenos sobrenaturales, para los adherentes a dichas creencias, lo sobrenatural no sería sinónimo de lo paranormal. Postulan que los llamados fenómenos paranormales no serían trascendentes a la naturaleza, sino inmanentes a ella, excepto que se salen de la norma (a causa de su rareza, o como anomalía); y aunque no hayan sido explicados en términos concretos de la ciencia actual, si se les pudiese aplicar un estudio más formal y podrían llegar a dar lugar a teorizaciones dependientes de los criterios epistemológicos vigentes (por ejemplo: condiciones en laboratorio; etc.) los llamados fenómenos sobrenaturales dejarían de formar parte del mito, del ocultismo y su teorización dejaría de pertenecer al ámbito del esoterismo.

## Descripción
Existen [cita requerida] tres clasificaciones de fenómenos sobrenaturales:
- Los subterfugios, es decir, una voluntad de ocultar intencionadamente la verdad (es el caso de la magia exhibicionista);

- La descripción no racional de fenómenos antes considerados sobrenaturales, de los cuales actualmente si existe una explicación natural; realizada por descubrimientos científicos (como las auroras boreales);

- Los fenómenos (reales o irreales) no estudiados o no explicados científicamente, para los cuales la ausencia de elementos concretos hace ilegítima toda supremacía de una teoría sobre otra.

### Ejemplos de lo que se considera fenómenos sobrenaturales
- Algunos fenómenos o creencias que se asocian a fenómenos sobrenaturales son:

- Milagros;
- Magia (no prestidigitación);
- Contactos con el más allá,
- Reencarnación;
- Profecías;
- posesiones demoníacas.
- entidades sobrenaturales: vampiros, hombres lobo, fantasmas, etcétera.
- Otros fenómenos considerados antiguamente sobrenaturales, hoy día son denominados paranormales [cita requerida]

## Conceptos sobrenaturales

### Deidad
Una deidad es un ser sobrenatural considerado divino o sagrado. El Oxford Dictionary of English define deidad como "un dios o diosa (en una religión politeísta)", o cualquier cosa venerada como divina. C. Scott Littleton define a una deidad como "un ser con poderes mayores que los de los humanos ordinarios, pero que interactúa con los humanos, positiva o negativamente, de manera que lleva a los humanos a nuevos niveles de conciencia, más allá de las preocupaciones de base de la vida ordinaria." Una deidad masculina es un dios, mientras que una deidad femenina es una diosa.
Las religiones se pueden clasificar por el número de deidades que adoran. Monoteísta Las religioness aceptan una sola deidad (predominantemente denominada Dios), Las religiones politeístas aceptan múltiples deidades. Las religiones Henoteísta aceptan un deidad suprema sin negar otras deidades, considerándolas como aspectos equivalentes del mismo principio divino; y las religiones no teístas niegan cualquier deidad creadora suprema y eterna pero aceptan un pantheon de deidades que viven, mueren y renacen como cualquier otro ser.: 35–37 : 357–358 
Varias culturas han conceptualizado una deidad de manera diferente a un Dios monoteísta. Una deidad no necesita ser omnipotente, omnipresente, omnisciente, omnibenevolente o eterna, El Dios de las religiones abrahámicas, sin embargo, sí tiene estos atributos. Las religiones abrahámicas suelen referirse a Dios en términos masculinos, mientras que otras religiones se refieren a sus deidades de diversas maneras: masculinas, femeninas, andróginas y de género neutro.

### Ángel

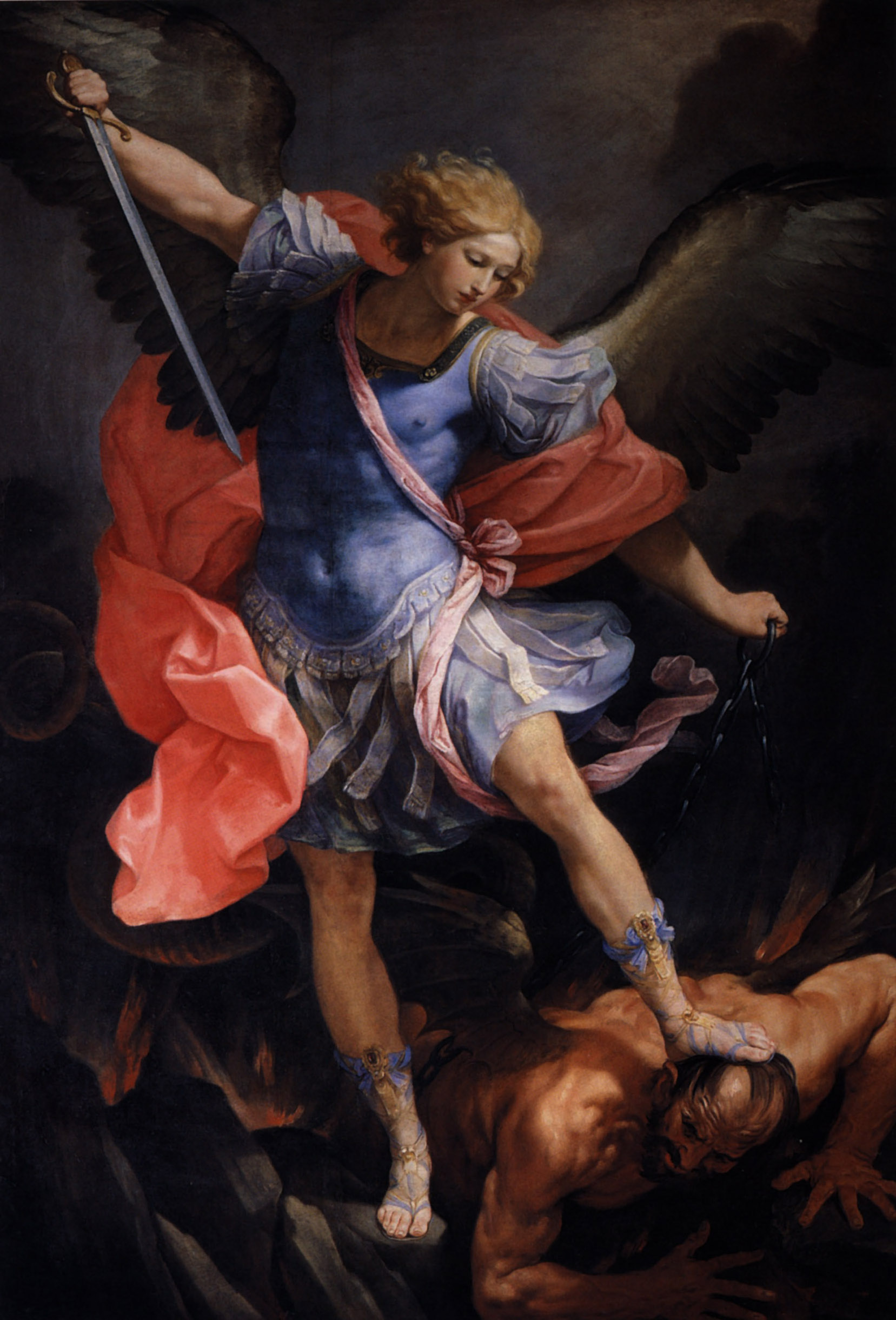
El arcángel Miguel lleva un manto militar romano tardío y una coraza en esta representación del siglo XVII de Guido Reni.

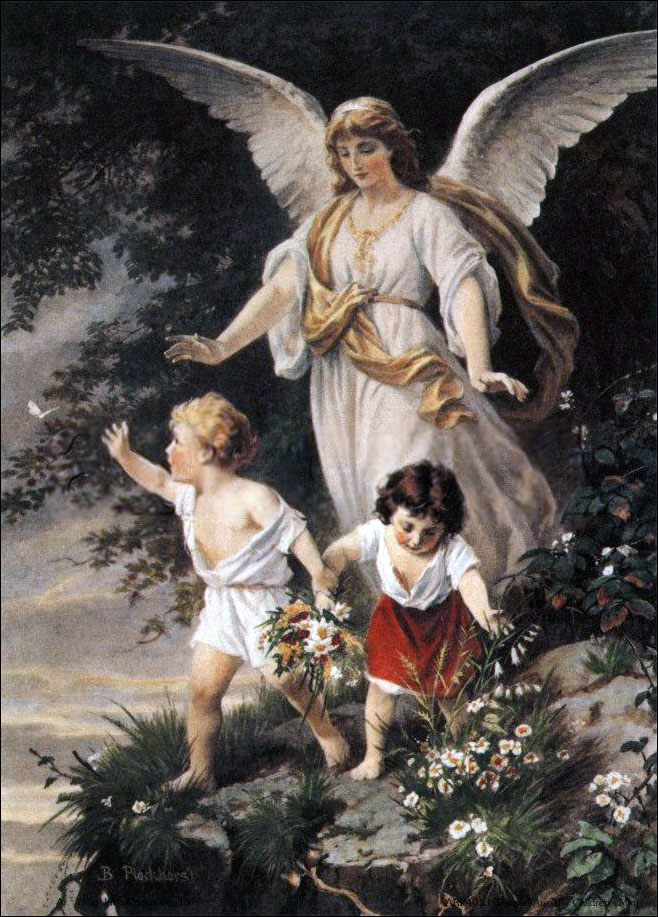
Schutzengel (en español: "Ángel de la Guarda") de Bernhard Plockhorst representa a un ángel de la guarda que vigila a dos niños.

Un ángel es generalmente un ser sobrenatural que se encuentra en varias religioness y mitologías. En las religiones abrahámicas y en el zoroastrismo, los ángeles suelen ser representados como seres celestiales benévolos que actúan como intermediarios entre Dios o el Cielo y la Tierra. Otras funciones de los ángeles son proteger y guiar a los seres humanos, y llevar a cabo las tareas de Dios. Dentro de las religiones abrahámicas, los ángeles suelen estar organizados en jerarquías, aunque tales clasificaciones pueden variar entre las sectas de cada religión, y reciben nombres o títulos específicos, como Gabriel o "Ángel destructor". El término "ángel" también se ha ampliado a diversas nociones de espíritus o figuras que se encuentran en otras tradiciones religiosas. El estudio teológico de los ángeles se conoce como "angelología".
En las bellas artes, los ángeles suelen representarse con la forma de seres humanos de extraordinaria belleza; suelen identificarse utilizando los símboloss de alas de pájaros, halos, y luz.

### Profecía
La profecía implica un proceso en el que los mensajes son comunicados por un dios a un profeta. Tales mensajes típicamente implican la inspiración, la interpretación, o la revelación de la voluntad divina en relación con el mundo social del profeta y los eventos por venir (comparar conocimiento divino). La profecía no se limita a ninguna cultura. Es una propiedad común a todas las sociedades antiguas conocidas en el mundo, algunas más que otras. Se han propuesto muchos sistemas y reglas sobre la profecía a lo largo de varios milenios.

### Revelación
En religión y teología, la revelación es la revelación o divulgación de alguna forma de verdad o conocimiento a través de la comunicación con una deidad u otra entidad o entidades sobrenaturales.
Algunas religiones tienen textos religiosos que consideran revelados o inspirados de forma divina o sobrenatural. Por ejemplo, los judíos ortodoxos, los cristianos y los musulmanes creen que la Torá fue recibida de Yahvé en el Monte Sinaí bíblico. La mayoría de los cristianos creen que tanto el Antiguo Testamento como el Nuevo Testamento fueron inspirados por Dios. Los musulmanes creen que el Corán fue revelado por Dios a Mahoma palabra por palabra a través del ángel Gabriel (Jibril). En el hinduismo, algunos Vedas se consideran apaurusheyatva, "composiciones no humanas", y se supone que han sido revelados directamente, por lo que se denominan śruti, "lo que se oye". Las 15.000 páginas manuscritas producidas por la mística María Valtorta fueron representadas como dictados directos de Jesús, mientras que ella atribuyó El libro de Azarías a su ángel de la guarda. Aleister Crowley declaró que El Libro de la Ley le había sido revelado a través de un ser superior que se hacía llamar Aiwass.
Una revelación comunicada por una entidad sobrenatural de la que se informa que estuvo presente durante el evento se llama una visión. Se han reportado conversaciones directas entre el receptor y la entidad sobrenatural, o marcas físicas como estigmas. En raros casos, como el de San Juan Diego, los artefactos físicos acompañan a la revelación. El concepto católico de locución interior incluye sólo una voz interior escuchada por el receptor.
En las religiones abrahámicas, el término se utiliza para referirse al proceso por el cual Dios revela el conocimiento de sí mismo, su voluntad, y su providencia divina al mundo de los seres humanos. En el uso secundario, la revelación se refiere al conocimiento humano resultante sobre Dios, profecía, y otras cosas divinas. La revelación de una fuente sobrenatural juega un papel menos importante en algunas otras tradiciones religiosas como el budismo, el confucianismo y el taoísmo.

### Reencarnación

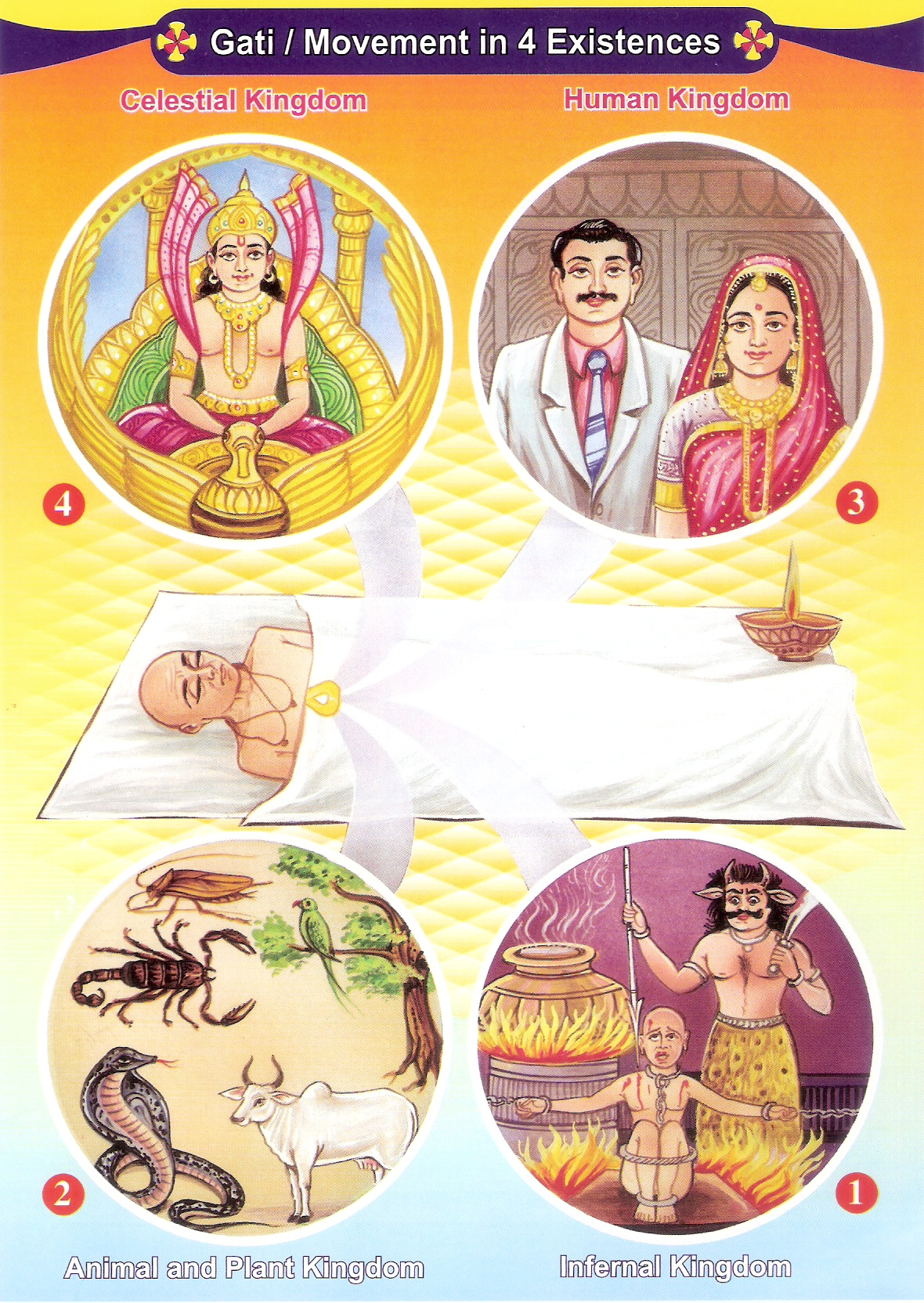
En el jainismo, un alma viaja a cualquiera de los cuatro estados de existencia después de la muerte dependiendo de su karma.

La reencarnación es el concepto filosófica o religiosa de que un aspecto de un ser vivo comienza una nueva vida en un cuerpo físico o forma diferente después de cada muerte biológica. También se llama renacimiento o transmigración, y forma parte de la doctrina Saṃsāra de la existencia cíclica. Es un principio central de todas las principales religiones indias, a saber, el jainismo, el hinduismo, el budismo y el sijismo. La idea de la reencarnación se encuentra en muchas culturas antiguas, y la creencia en el renacimiento/metempsicosis fue sostenida por figuras históricas griegas, como Pitágoras, Sócrates y Platón. También es una creencia común de varias religiones antiguas y modernas como el Espiritismo, la Teosofía, y Eckankar, y como creencia esotérica en muchas corrientes del Judaísmo Ortodoxo. También se encuentra en muchas sociedades tribales de todo el mundo, en lugares como Australia, Asia Oriental, Siberia y Sudamérica.
Aunque la mayoría de las denominaciones dentro del cristianismo y el islam no creen que los individuos se reencarnen, hay grupos particulares dentro de estas religiones que sí hacen referencia a la reencarnación; estos grupos incluyen a los principales seguidores históricos y contemporáneos del catarismo, los alauitas, los drusos, y los Rosacruces. Las relaciones históricas entre estas sectas y las creencias sobre la reencarnación que eran características del Neoplatonismo, Orfismo, Hermetismo, Maniqueísmo, y Gnosticismo de la época romana así como de las religiones indias han sido objeto de recientes investigaciones académicas.

### Karma
Karma  significa acción, obra o hecho; también se refiere al principio espiritual de causa y efecto donde la intención y las acciones de un individuo (causa) influyen en el futuro de ese individuo (efecto). La buena intención y las buenas acciones contribuyen al buen karma y a la felicidad futura, mientras que la mala intención y las malas acciones contribuyen al mal karma y al sufrimiento futuro.
Con orígenes en la la antigua India de la civilización védica, la filosofía del karma está estrechamente asociada con la idea de renacimiento en muchas escuelas de religiones indias (particularmente Hinduismo, Budismo, Jainismo y Sijismo), así como el taoísmo. En estas escuelas, el karma en el presente afecta al futuro de uno en la vida actual, así como a la naturaleza y calidad de las vidas futuras - el saṃsāra de uno.